# Hillersleben
Hillersleben is een plaats en voormalige gemeente in de Duitse deelstaat Saksen-Anhalt, en maakt deel uit van de Landkreis Börde.
Hillersleben telt 837 inwoners.